# NGC 6110
NGC 6110 ist eine 14,8 mag helle Spiralgalaxie vom Hubble-Typ Sab im Sternbild Corona Borealis am Nordsternhimmel. Sie ist schätzungsweise 421 Millionen Lichtjahre von der Milchstraße entfernt und hat einen Durchmesser von etwa 75.000 Lichtjahren.
Im selben Himmelsareal befinden sich u. a. die Galaxien NGC 6108, NGC 6109, NGC 6112, NGC 6114.
Das Objekt wurde am 7. Juli 1880 vom französischen Astronomen Édouard Stephan entdeckt.